# Marco Coira
Marco Coira (Finale Ligure, 16 gennaio 1950 – Roma, 9 maggio 2024) è stato un militare italiano, insignito della medaglia d'oro al valor militare.

## Biografia
Marco Coira nacque a Finale Ligure il 16 gennaio 1950. Figlio di un graduato del Corpo degli agenti di Custodia, si arruolò nell'Arma a 18 anni, nel 1968. Prestò servizio presso le Stazioni di Butera e Chiusa Sclafani e a Tudia. Nel 1974 fu ammesso a frequentare il corso per Sottufficiali di Velletri e conseguì il grado di Brigadiere. Nello stesso anno si sposò con Concetta Migliore, da cui ebbe due figli, Roberta e Stefano. Fu nominato comandante della Stazione di Prenestina e nel 1987 conseguì il grado di Maresciallo Ordinario. Nel 1995 conseguì il grado di Maresciallo Aiutante sostituto ufficiale di PS.
La sera del 5 gennaio 1999, alle ore 19 circa, all'interno di un supermercato con la moglie e i figli, libero dal servizio, in abiti borghesi e disarmato, rimase coinvolto in una rapina a mano armata ad opera di tre individui. Senza esitare ingaggiò una colluttazione con uno dei tre. Quando fu sul punto di riuscire a sopraffarlo, tuttavia, gli altri due esplosero tre colpi di pistola, ferendolo ad una gamba. A seguito di ciò si accanirono su di lui con calci e pugni e successivamente fuggirono. In seguito, il Maresciallo fu portato in Ospedale dove fu sottoposto a numerosi interventi. Dopo essersi ripreso e aver ripreso il servizio, grazie al suo contributo i tre malviventi furono identificati e sottoposti a fermo. Per il suo gesto fu insignito della Medaglia d'oro al valor militare. 
Il Luogotenente morì a Roma il 9 maggio 2024 all'età di 74 anni. Al cordoglio si unirono varie cariche dello Stato sia politiche che militari.